# 2262 Mitidika
2262 Mitidika (1978 RB) là một tiểu hành tinh vành đai chính được phát hiện ngày 10 tháng 9 năm 1978 bởi P. Wild ở Zimmerwald.